# Robert Calinich
Hermann Julius Robert Calinich (* 28. Januar 1834 in Niederfriedersdorf; † 13. Januar 1883 in Wiesbaden) war ein deutscher evangelisch-lutherischer Geistlicher, Autor und Hamburger Hauptpastor.

## Leben
Hermann Julius Robert Calinich stammte aus der Oberlausitz und war Sohn eines Ökonomieverwalters. Von Ostern 1847 bis zum Abitur Ostern 1855 besuchte er das Christian-Weise-Gymnasium in Zittau. Er studierte Evangelische Theologie und Philologie an der Universität Leipzig und wurde 1855 Mitglied der Lausitzer Predigergesellschaft zu Leipzig. Im Sommer 1858 machte er das erste theologische Examen und nahm anschließend eine Hauslehrerstelle in der Familie des Barons von Haugk an. Mit Haugk unternahm er im Winter 1858/59 eine Reise nach Algier. Im Juli 1859 wurde er Lehrer an der Selecta der Bürgerschule in Zschopau und 1860 kam er als Gymnasiallehrer an die Kreuzschule in Dresden. Am 8. Oktober 1860 bestand er das zweite theologische Examen. Im April 1863 wurde er Diakonus (Prediger) an St. Jacobi in Chemnitz und am 19. Juli 1869 zum Pastor von St. Johannis in Chemnitz berufen. Am 6. Februar 1872 wurde er als Nachfolger des an die Universität Leipzig berufenen Gustav Baur zum Hauptpastor der Hauptkirche Sankt Jacobi in Hamburg gewählt. Er trat dieses Amt im Mai an und blieb in ihm bis zu seinem Tod.
Als Calinich nach Hamburg kam, hatte er sich schon durch wissenschaftliche Arbeiten bekannt gemacht. Schwerpunkte seiner Publikationen waren das Verhältnis der Reformatoren Martin Luther und Philipp Melanchthon, der Melanchthonismus der Philippisten in Kursachsen und die Herausbildung der Lutherischen Orthodoxie. In Chemnitz gehörte er dem liberalen Protestantenverein an; nach seiner Versetzung nach Hamburg trat er aus ihm aus, was ihm ein Teil der Mitglieder des Kirchenvorstandes, der ihn gewählt hatte, sehr übel nahm. Er fand jedoch in den kirchlichen Kreisen Hamburgs bald allgemein Vertrauen. Aufbauend auf einem von ihm selbst entwickelten Unterrichtskonzept sogenannter Kurse mit wenigen Teilnehmerinnen gründete er eine Schule für Höhere Töchter und stellte Antonie Milberg als deren Leiterin ein.
Die Kirchenordnung der Evangelisch-Lutherischen Kirche im Hamburgischen Staate war 1871 erneuert worden, und Calinich beteiligte sich an den zur Einführung und Durchführung der neuen Kirchenverfassung notwendigen Arbeiten. Als Hauptpastor automatisch Mitglied des Kirchenrats, der Kirchenleitung, vertrat er die Hamburgische Kirche bei der Eisenacher Konferenz der deutschen evangelischen Kirchenleitungen. Als die Konferenz 1880 den Beschluss fasste, eine Kommission mit der Vorlage eines einheitlichen, korrekten und den Forderungen der Gegenwart entsprechenden Textes des Kleinen Katechismus Martin Luthers zu beauftragen, wurde Calinich Mitglied dieser Kommission, der außer ihm der Oberkonsistorialrat Hermann von der Goltz aus Berlin, anfänglich Ludwig Ernesti und nach dessen Tod der Geheime Kirchenrat Hesse aus Weimar angehörten. Die Kommission hielt ihre Sitzungen in Hamburg ab. Calinich erhielt den Auftrag, das Resultat ihrer Beratungen zu veröffentlichen. Die Kirchenkonferenz übernahm im Wesentlichen seine Textgestalt.
Eine von ihm 1877 mit seiner Schrift Pium desiderium angestossene Neubesinnung auf die Rolle des Chorgesangs im Gottesdienst führte 1882 zur Gründung des Hamburgischen Kirchenchores durch Robert Theodor Odenwald (1838–1899).
1882 ging Calinich auf eine längere Kur nach Davos. Auf der Rückreise nach Hamburg verstarb er in Wiesbaden.
Seit dem 5. Juli 1863 war er verheiratet mit Johanna geb. Sachsse. Nach deren Tod am 25. September 1875 heiratete er am 11. Juni 1878 Emmy geb. Feddersen (1847–1931). Aus erster Ehe überlebten ihn drei Kinder, ein Sohn und zwei Töchter. Der Sohn, Robert Johannes Calinich (* 11. November 1866), wurde Realschullehrer in Oschatz.

## Werke
- Luther und die Augsburger Confession. Leipzig 1861 (gekrönte Preisschrift).
- Kampf und Untergang des Melanchthonismus in Kursachsen in den Jahre 1570 bis 1574 und die Schicksale seiner vornehmsten Häupter. 1866 (archive.org).
- Wie Sachsen orthodox lutherisch wurde. 1866.
- Zwei sächsische Kanzler 1868.
- Der Papst und das ökumenische Concil. Ein Fürstenprotest aus der Zeit der Reformation. 1868.
- Der Naumburger Fürstentag 1561. Ein Beitrag zur Geschichte des Lutherthums und des Melanchthonismus. 1870 (catalog.hathitrust.org), (Digitalisat)
- De conventu anno 1574 Torgae habito deque articulis ibi propositis. 1873
- Der alte Glaube. Hamburg 1877 (ein Jahrgang Predigten).
- Aus dem sechzehnten Jahrhundert. Culturhistorische Studien. 1876.
- Ein Pium Desiderium für unseren Hauptgottesdienst: den Gemeindevorständen der sieben evangelisch-lutherischen Kirchspiele der Stadt Hamburg gewidmet. Hamburg: Gräfe 1877.
- D. Martin Luthers kleiner Katechismus. Revidirter Text. Im Auftrage der Katechismus-Kommission der Deutschen evangelischen Kirchen-Konferenz herausgegeben. Als Manuscript gedruckt. 1882.
- D. Martin Luthers kleiner Katechismus. Beitrag zur Textrevision desselben. In Veranlassung der Deutschen evangelischen Kirchen-Konferenz zu Eisenach herausgegeben. Leipzig 1882.